# リベリア

リベリア共和国
Republic of Liberia

国の標語：The love of liberty brought us here.
 （英語: 自由への熱愛が我々をここに導いた。）
国歌：万歳、リベリア

リベリア共和国（リベリアきょうわこく）、通称リベリアは、西アフリカにある共和制国家。北はギニア、西はシエラレオネ、東はコートジボワールと国境を接し、南は大西洋に面する。首都はモンロビア。
アメリカ合衆国で解放された黒人奴隷によって建国され、1847年に独立し、現在のアフリカの中ではエチオピアに次いで古い国である。
しかし、1989年から2003年にかけて断続的に2度も起きた内戦終結後、緩やかな復興が続いていたが2014年の西アフリカエボラ出血熱流行によって甚大な被害を受けており、現在もその爪痕が残っている。世界最貧国の1つとなっている。

## 国名
正式名称は英語で、Republic of Liberia（リパブリク・オヴ・ライビリア）。通称、Liberia [laɪˈbɪəriə] ( 音声ファイル)。
日本語の表記は、リベリア共和国。通称、リベリア。
国名は、ラテン語のLiber（自由な）から来ている。

## 歴史
- 15世紀ごろ - 胡椒に似た種子（ギニアショウガ）を手に入れたヨーロッパの航海者が、この地を胡椒海岸と名づける。

### 建国まで
- 1816年 - アメリカ合衆国で設立されたアメリカ植民協会が、黒人解放奴隷のアフリカへの「帰還」を計画。
- 1820年1月 - アメリカ植民協会、黒人のための「祖国再建運動」としてリベリア建国運動を開始。解放奴隷88人を乗せた「エリザベス」がニューヨーク港を出港し、西アフリカのシエラレオネに向かう。
- 1822年 - 初のグループが上陸。再移住区を建設する。
- 1824年 - メスラド岬植民地がリベリア植民地（英語版）に改名される。同時に米国が拿捕したコンゴ系奴隷がニュージョージアに入植。当初は「クリストポリス（キリストの都市）」と呼ばれていた首都の名前を、アメリカ合衆国第5代大統領ジェームズ・モンローからとったモンロビアに改名。白人系アメリカ人、ジェフディ・アシュマンとラルフ・ランドルフ・ガーリーも入植地の再建を行う。
- 1832年 - ニューヨークで設立されたペンシルベニア州植民地社会がエディナ植民地 (Edina) と、12月にはポートクレソン植民地 (Port Cresson) として入植。
- 1833年 - 再移住区をLiberty（自由）からとった「リベリア連邦」と命名。
- 1834年 - メリーランド州の植民地社会によりメリーランド・アフリカ植民地 (Maryland-in-Africa) として入植。
- 1835年 - ルイジアナ州の植民地社会がミシシッピ・アフリカ植民地（Mississippi-in-Africa）として入植。6月、先住民部族バッサ族（英語版）の攻撃によりポートクレソンの植民地が破壊され、7月に新たにバッサケーブ植民地 (Bassa Cove) を設立。1837年にはバッサケーブ植民地がエディナ植民地を統合する。
- 1839年 - 4月1日ニュージョージア植民地とバッサケーブ植民地がリベリア連邦に統合。
- 1842年 - ミシシッピ・アフリカ植民地もリベリア連邦に統合。

### リベリア成立

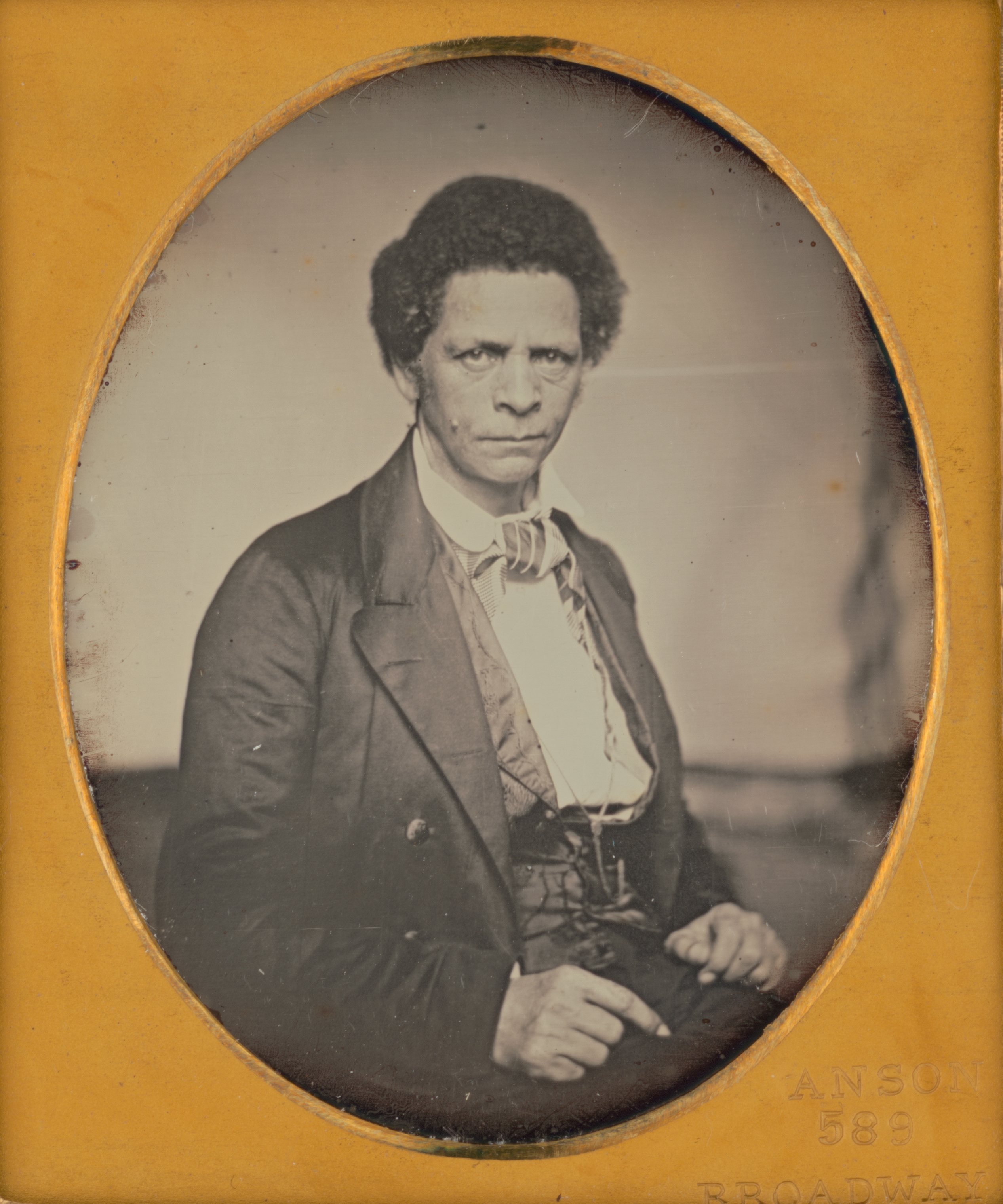
初代大統領ジョセフ・ジェンキンス・ロバーツ

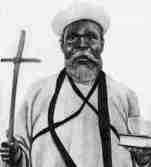
「預言者ハリス」

1847年7月26日、合衆国憲法を基本にした憲法を制定して独立を宣言した。初代リベリア大統領にジョセフ・ジェンキンス・ロバーツ（任期1848年 - 1856年）が就任。1854年5月29日メリーランド・アフリカ植民地がメリーランド共和国として独立を宣言するが、1857年3月18日リベリア共和国に併合。1870年にエドワード・J・ロイが大統領に就任するが1871年に暗殺され、1872年から1876年の間は初代のロバーツが第6代大統領を務める。
1878年にアンソニー・W・ガーディナーが大統領に就任。同年、与党真正ホイッグ党による事実上の一党制が成立し、1980年まで102年にわたって一党支配が続いた。1896年にはウィリアム・D・コールマンが1900年まで大統領に就任した。1903年にはアーサー・バークレーが大統領に選ばれ、1904年も大統領に再選される。
アメリカ合衆国で解放された奴隷であるアフリカ系アメリカ人の移民は、リベリア独立前の1822年に始まっていた。リベリア独立後、そのアメリコ・ライベリアンと呼ばれる解放奴隷の子孫たちは人口の上では少数派であるが権力を握り、リベリアの先住民は差別され、圧政に苦しんでいた。また、当時のリベリアの主要輸出作物だった高品質のコーヒーと砂糖がブラジルやキューバとの価格競争で敗れ、1870年代から長期の経済不況になり、国家財政破綻を伴う約50年間に及ぶ経済の停滞が続いた。
こういった社会状況の時に、後に「預言者ハリス」として知られるウィリアム・ウォディ・ハリス（William Wadé Harris, 1860年ごろ - 1929年）が反政府運動を行って逮捕された。ハリスはもともとキリスト教メソジストの環境で育ち、長じて聖公会で宣教を学んでいた。ハリスは1910年に獄中で天使ガブリエルから啓示を受けたとして布教活動をし、各地で奇跡を起こしたと報告された。1913年から1915年にかけての17か月間にはリベリア国外にも赴き、布教は黄金海岸（後のガーナ）のアクシムにまで及んだ。ハリスの信者は受洗者が少なくとも10万人を超えた。野口隆は宗教社会学的見地から考察し、一例としてハリスの宗教運動による宗教現象を取り上げ、その背景として伝統宗教の衰退と経済不況による伝統社会の変化を指摘している。
1926年にアメリカのファイアストーン社に対し、ゴムノキ農園用地を99年間貸与する契約を結び、代替に財政援助を受ける。しかし、1931年にリベリアのゴム・プランテーションの労働は奴隷制と変わらないと国際連盟に告発される。
このころ、リベリア政府高官が加担して、リベリア人労働者がスペイン領フェルナンドポー島（現赤道ギニアのビオコ島）へ船積みされており、その状況は奴隷貿易と異ならないという噂が国際的に広まったため、政治的主権も危うくなった。チャールズ・D・B・キング大統領の要請により、国際連盟は調査団を派遣し、こうした国際的非難には、ある程度の根拠があること、そして副大統領の関与をほのめかした。このため副大統領は辞任、キング大統領も衝撃を受け、1930年に大統領を辞任する。後継者としてアーサー・バークレー元大統領の甥、エドウィン・バークレーが大統領となる。
さらに、1930年代の経済不況でリベリアは破綻寸前となり、1933年の政府歳入はわずか32万1000ドルに落ちこんだ。1934年にはファイアストーン社の新しいゴム農園が生産を開始し、国家は持ちこたえた。
第二次世界大戦中の1942年、アメリカの援助により、アメリカ空軍機の離着陸のための空港の建設と港湾施設の改築がおこなわれる。1944年、ウィリアム・V・S・タブマンが大統領選に当選（5年任期で後に再選）。同年、連合国側に付き、ドイツ、日本、イタリアの枢軸国に宣戦を布告。同大統領は、アメリコ・ライベリアンと先住部族との経済的、政治的、社会的な格差を緩和することで融和を図った。1971年に死去するまで、独裁的な政治運営をおこない国内は概ね安定。その後、タブマン大統領の死去により、副大統領だったウィリアム・R・トルバートが大統領に就任する。トルバート大統領はタブマンの跡を継ぎ、全リベリア人の平等を表明、縁故主義的な支配を廃止するなど、格差の是正に尽力。ソ連や中華人民共和国、キューバと国交を結んで東側諸国との関係の強化をもくろみ、アメリカとは疎遠状態となる。

### クーデター

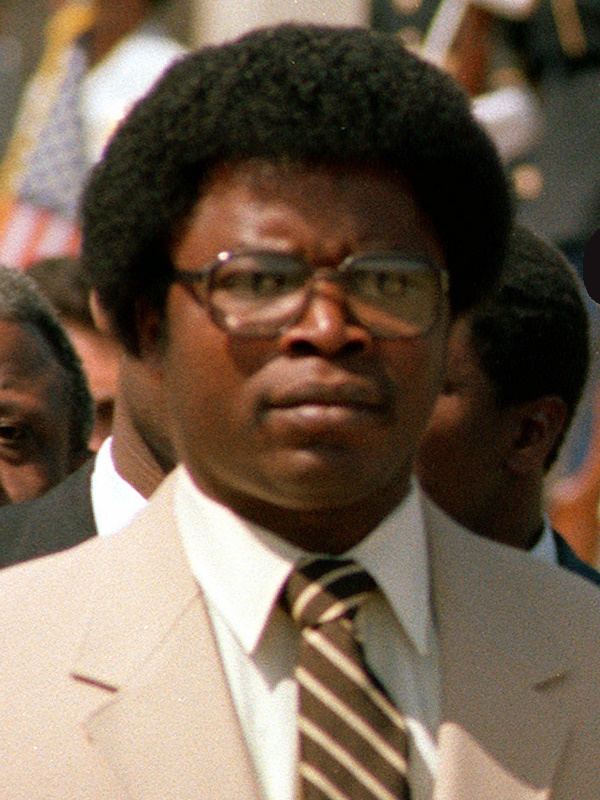
サミュエル・ドウ

1973年、トバ・ナー・ティポテは反政府勢力「MOJA」を結成。1979年、政府の米価の値上げ発表に対して反対デモが起こる。トルバートの元国務次官書記で、MOJAの中心メンバーでもあったガブリエル・バッカス・マシューズが、トルバート政権への大規模な抗議運動を主導したとして、騒乱罪で死刑を宣告された。1980年、リベリア先住部族クラン族出身のサミュエル・ドウ曹長によるクーデターでトルバートは暗殺され、アメリコ・ライベリアンの支配が終わった。トルバート政権の崩壊でマシューズは釈放され、ドウ政権の下で外相・内閣官房長官を歴任する。1985年11月12日ギオ族出身のトーマス・クィウォンパがクラン族のドウ政権に反発し、シエラレオネからリベリアに侵入し軍事クーデターを試みるが失敗。15日にクィウォンパは、クーデターに加わったギオ族やマノ族の同胞らと共に処刑される。その後、ドウはクラン族中心のリベリア国軍(AFL)をギオ族とマノ族が住むニンバ郡に派兵。ギオ族とマノ族を攻撃し、600人から1500人を虐殺する。1986年、ドウ政権下でリベリア第2共和国が発足し、ドウが第21代大統領に就任。

### 第一次内戦
1989年、チャールズ・テーラー率いる反政府組織「リベリア国民愛国戦線（NPFL）」がニンバ郡で蜂起して内戦が勃発した。西アフリカ諸国経済共同体 (ECOWAS) が政府支援のために軍事介入するが、
6月ギオ族のトム・ウォエウィユが停戦交渉にNPFL代表として出席。アメリカへ一時亡命していたクラン族のジョージ・ボレイがLPCという武装勢力を結成（後の93年にはテーラー率いるNPFLと交戦し武装勢力を拡大し成長させる）。戦闘が全土に拡大。カトリックのマイケル・フランシス大司教がモンロビアで、ギオ族とマノ族を大虐殺したクラン族のリベリア国軍に抗議。ブッシュ大統領は「リベリアを途上国の優遇対象から除外する」と発言。5月28日日本政府が、在モンロビアの日本大使館員全員の国外避難を発表。8月20日リベリアのモンロビアに派遣されていた200人のアメリカ海兵隊の部隊が在モンロビアのアメリカ人800名以上をヘリコプターで国外へ避難させる。1991年クラン族のジョン・ヘゼキア・ボーウェンがAFLの指導者になる。NPFLから分裂したプリンス・ジョンソン率いるINPELの派閥がドウ大統領を捕らえ拷問の末にドウを処刑。ドウ政権は崩壊し、エーモス・ソーヤーが暫定政権を立てる。NPFLはこれを認めず、1992年からソーヤー派の戦線との戦闘が激化、NPFLが隣国シエラレオネ政府のリベリア内戦への派兵に抗議してシエラレオネに進入する。NPFLの同胞だったシエラレオネ反乱軍のアハメド・フォディ・サンコー率いる統一革命戦線 (RUF) も戦闘に参加し、戦乱は国境を越えて広がった。アルハジ・クロマー率いるマンディゴ族のムスリム系組織ULIMO「軍事派」も内戦をジハードととらえ蜂起。また3月にクロマーのULIMO「軍事派」から分裂したルーズベルト・ジョンソンがULIMO-Jの新勢力を結成し蜂起し始める。ナイジェリアとガーナが主体のECOMOG軍がリベリアに派遣される。アメリカはこれまでの、リベリアへの巨額な経済支援の失敗などの経験から、対リベリア関係の見直しを宣言し、リベリアへの経済支援などをしないと宣言した。またリベリア内戦などの介入なども関わることにしないと宣言した。1993年ウォエウィユとテーラーが組織の政治目標をめぐり対立。当事者代表が包括和平交渉に合意、10月アメリカがリベリアに派遣されているECOMOGに1980万ドル追加支援。内戦以来、アメリカのリベリア援助が総額2億7000万ドル。1995年に和平協定に調印。9月ウィルトン・サンカウロがCS議長に就任。1996年に停戦が発効された。内戦により15万人以上が死亡し、30万人以上が国外へ難民となるなど、西アフリカ最悪の紛争地域と言われた。9月サンカウロ、ECOWAS会議の席上でテーラーの傀儡と告発され辞任し、ルース・ペリーが暫定政権首班下で文民代表としてCS議長に就任。アフリカ初の女性国家元首になる。
1997年に大統領・副大統領・上院・下院の統一選挙が実施され、NPFLのチャールズ・テーラーが大統領就任して第3共和制が成立した。テーラーは大統領選で台湾から資金援助を受けていたため、台湾と外交関係を結んで中華人民共和国はリベリアと断交（その後、テーラー政権打倒後の2003年10月に台湾と断交して中国と国交回復し、台湾は中国が平和維持軍（中国軍も参加）をリベリアに派遣する国連を利用したと批判した）。

### 第二次内戦と国連展開

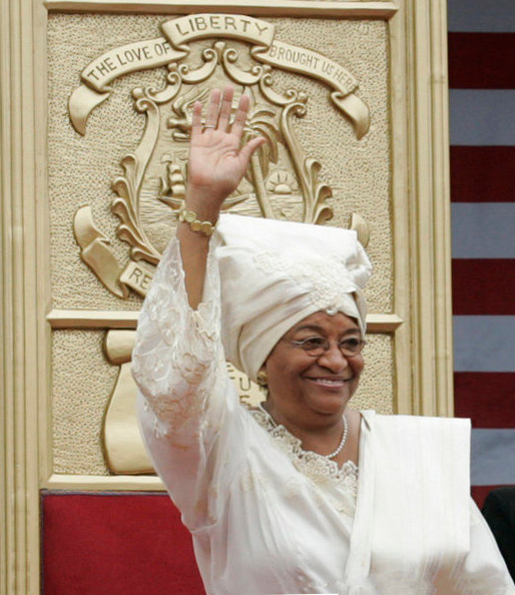
選挙によって選出されたアフリカ初の女性大統領、エレン・ジョンソン・サーリーフ。

2003年、セクー・コネ率いる反政府勢力「リベリア民主和解連合」(LURD) とトーマス・ニメリー率いる「リベリア民主運動」(MODEL) が蜂起し、首都へ侵攻する。6月17日には政府と停戦合意するが、7月8日にアフリカを訪問したブッシュ米大統領に対し、対リベリア平和維持部隊への米軍の参加を求める声が高まった。7月25日、ブッシュ大統領はリベリアの沖合いに米海軍を配置するよう正式に指示、8月には米軍を始めとする平和維持軍が上陸し、テーラー大統領はナイジェリアに亡命、モーゼス・ブラー副大統領が暫定的大統領に就任する。9月19日の国連安保理決議1509により、国際連合リベリア・ミッション (UNMIL) が派遣され、10月にはリベリア行動党のジュデ・ブライアント議長による暫定政府が発足した。
2005年10月11日、暫定統治下において第1回大統領選が行われた。元サッカー選手のジョージ・ウェアが得票率で上回ったが、11月8日に決選投票を実施、11月23日の最終開票結果で、国連開発計画の元アフリカ局長エレン・ジョンソン・サーリーフが、選挙によるアフリカ初の女性大統領となった。2006年3月29日、隣国シエラレオネの内戦に関与していたとして、戦争犯罪などで起訴されていたテーラー前大統領が、亡命先のナイジェリアで身柄を拘束され、リベリア経由でシエラレオネに移送された。その後、オランダのハーグにある国際刑事裁判所で開かれることになったシエラレオネ国際戦犯法廷で審理が行われ、2012年4月26日、国連設置法廷における史上初の国家元首経験者に対する有罪判決が下されている。

## 政治

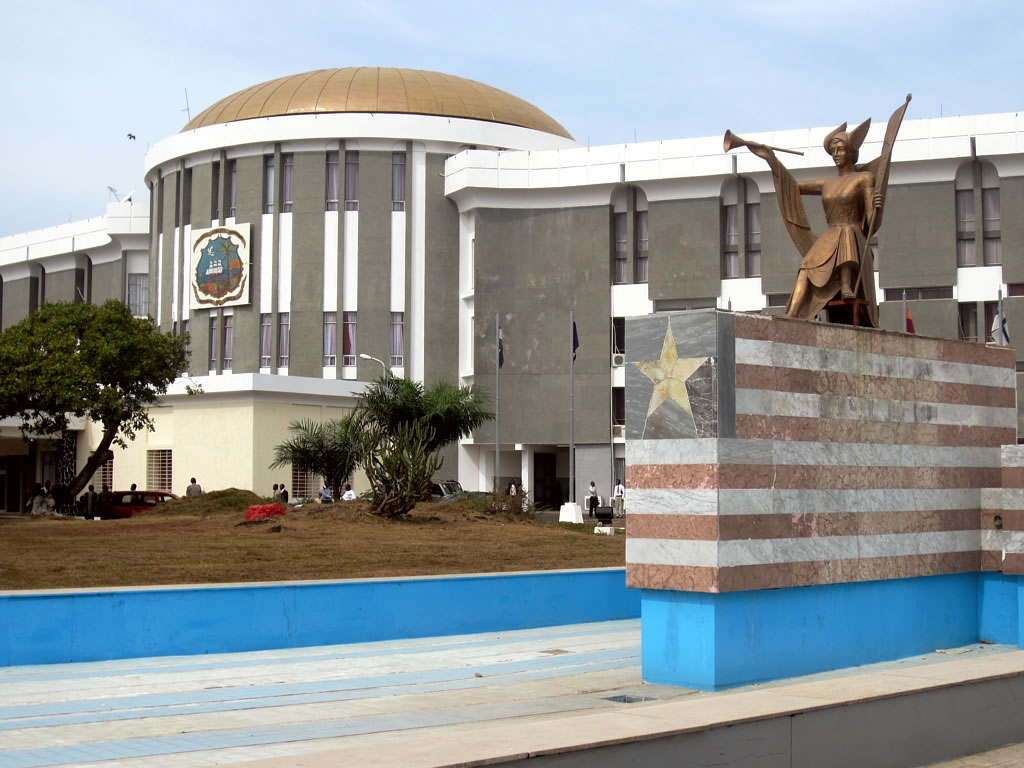
上下院

リベリアは建国以来、アメリカ合衆国の議会制度にならい、上下院の二院をもつ。内戦終結後は一時一院制の暫定議会を有していたが、2005年10月11日に上下院および大統領選挙を行い（大統領選の決選投票は同年11月8日）、2006年に正式政府が発足した。
2011年10月、上下院および大統領選挙を行った（大統領選の決選投票は同年11月8日）。なおリベリアにはマイノリティとして非アフリカ系（レバノン系など）の住民もいるが、アフリカ系黒人の優位を保つため、彼らは黒人では無いと言う理由で、選挙権が与えられていない。度々国連から問題視され、非アフリカ系住民にも選挙権を認める様に指摘されているが、リベリア政府は難しいと困難視している。
2018年に大統領に就任したジョージ・ウェアは、黒人のみに市民権を与える規則について「不必要で、人種差別的で、不適切だ」と表現し、この規則を撤廃する方針を示した。しかし、国内では反対派もおり、改正が成り立つかは不透明である。

## 国際関係
リベリア内戦の1990年以降、ナイジェリアとガーナ主導の西アフリカ諸国平和維持軍 (ECOMOG) がリベリアに到着する以前の1980年代までは、アメリカの影響力や関係が最も強かった。1980年代当時、ドウ政権の独裁に批判はあったものの、冷戦下だった当時、アフリカのこの地域におけるソ連の共産主義やリビアのカダフィ大佐の影響をアメリカは恐れ、リベリアが社会主義体制の共産化するのではないかと言う懸念から、アメリカはドウ政権のリベリアに経済などで援助し続けアメリカとの強固の同盟関係を築いてきた。内戦勃発後、アメリカの軍事介入を求める声が強くあったが、アメリカは対リベリアの優先関係などの見直しを宣言し、リベリア内戦に介入しないと宣言した。アメリカは、のやガーナのECOMOGによるリベリア介入を支持した。またリベリアの内戦は、リベリア付近のECOWAS諸国同士の緊張ももたらしている。リビアとコートジボワールとブルキナファソは、国家の制圧を巡って、内戦を引き起こしたリベリア国民愛国戦線 (NPFL) を支持していたが、ECOMOGとNPFLは対立していた。そのため、NPFLを支持していた他のECOMOG諸国（コートジボワールやブルキナファソなど）との間で、ぎくしゃくした関係であった。隣国シエラレオネとは姉妹国的な存在だったが、NPFLがシエラレオネ内戦の原因である革命統一戦線 (RUF) を支持していたため、 関係が悪化していた。2003年に再び内戦が起こった時、NPFLのテーラー大統領に対してついにアメリカが圧力を加え、小規模で軍事介入する（後はほとんどECOMOGに任せた）形で内戦は終結した。

国際機関への加入については、国際連合の原加盟国であり、アフリカ連合 (AU) には、その前身のアフリカ統一機構 (OAU) 時代から加盟している。

1973年以降シエラレオネと、さらに1980年にギニアも加わって、マノ川同盟 (MRU) を結成している。

西アフリカ諸国経済共同体 (ECOWAS) にも加盟し、世界貿易機関 (WTO) にも加盟している。

### 日本国との国交など
日本とリベリアの正式な外交関係樹立は1961年9月。かつては両国とも相手国に大使館を設置していたが、2004年1月、内戦の影響によりモンロビアの日本大使館は閉鎖され、現在は、在ガーナ大使館が兼轄している。
- 在留邦人数 - 19人（2018年10月現在）[19]
- 在日リベリア人数 - 41人（2019年6月末現在）[19]

## 地理

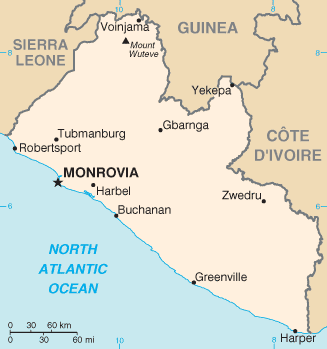
リベリアの地図

大西洋に面しており、沿岸部には首都モンロビアをはじめとして港湾都市が点在する。地形は内陸部に行くにしたがって標高が上がっていき、北部にある最高峰のニンバ山の標高は1,752mである。国土のほとんどは熱帯モンスーン気候に属し、非常に高温多湿で沿岸部を中心に熱帯雨林が広がっている。降水量は非常に多く、首都モンロビアの降水量は年5300㎜に達するが、内陸部では2000㎜程度にまで降水量は減少する。河川のほとんどは国境地帯の山岳に端を発して、すべて大西洋まで注ぎ込む。4月から11月が雨季、12月から3月が乾季であり、乾季には内陸からハルマッタンと呼ばれる砂混じりの乾いた風が吹くため湿度が下がる。

## 地方行政区分

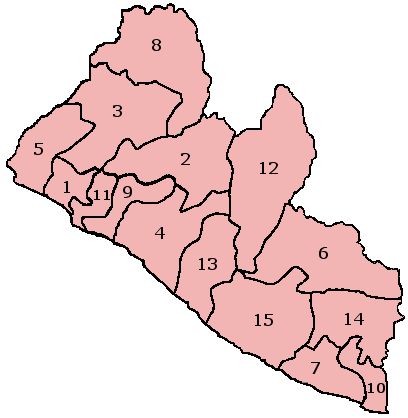
リベリアの郡

リベリアは全15郡 (County)に分かれている。中央政府は郡長を任命し、郡にはさらに地区に分かれ、地区長がいる。また最高部族長と族長、町長がいる。
1. ボミ郡（Bomi）
2. ボン郡（Bong）
3. バルポル郡（Gbarpolu）
4. グランドバッサ郡（Grand Bassa）
5. グランドケープマウント郡（Grand Cape Mount）
6. グランドゲデ郡（Grand Gedeh）
7. グランドクル郡（Grand Kru）
8. ロファ郡（Lofa）
9. マージビ郡（Margibi）
10. メリーランド郡（Maryland）
11. モンセラード郡（Montserrado）
12. ニンバ郡（Nimba）
13. リバーセス郡（River Cess）
14. リバージー郡（River Gee）
15. シノエ郡（Sinoe）

### 主要都市
- モンロビア
- グリーンビル
- ハーベル
- ブキャナン
- タブマンバーグ
- ハーパー

## 経済

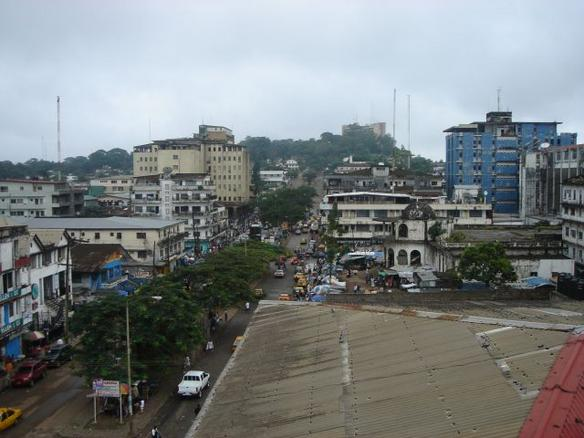
首都モンロビア

IMFの推計によると、2013年のリベリアのGDPは19億6千万ドルである。1人当たりのGDPは479ドルであり、世界平均の5%にも届かない水準にある。いわゆるタックス・ヘイヴン（租税回避地）の1つである。
隣国シエラレオネと接するボミヒルズでは鉄鉱石が採掘されている。ニンバ山にも膨大な鉄鉱石が埋蔵されており、山麓のイェケパを基地として採掘がおこなわれている。ほかダイヤモンドや金なども発掘されるが、ダイヤモンドは密輸出もされている。農作物ではアブラヤシやコーヒー、ココア、米、サトウキビなどが栽培されている。ゴムも国の重要な資源であり、モンロビア近くにあるハーベルにアメリカのファイアストーン社がゴム農園を開いていた。
最大の経済援助国はアメリカであった。1980年代にドウ政権は、アメリカからの援助資金の多くを不正に私用などに用いていたため、リベリアの経済はうまくいかず、財政難を抱えていた。このようなリベリアの状況に対してアメリカは失望してはいたものの、まだ将来性があると援助をし続けていたが、結局1992年には経済支援の失敗の経験と内戦から、経済支援の見直しを行い、リベリアとの関係に見切りを付けた。1997年以降のテーラー政権下においては、アメリカはシエラレオネ内戦での反乱軍への武器輸出を批判し、リベリア産のダイヤモンドなどの輸出を禁止する厳しい圧力を掛けた。リベリアの経済は内戦前から悪化しており、財政難も抱えていたが、1989年以降の内戦によってリベリア経済は崩壊状態となり、内戦が終わっても経済は悪化したままであった。

### 便宜置籍国
リベリアはまた、安価な手数料や船舶国籍証書の発行の便宜を図る便宜置籍国として知られる。登録している船舶数はパナマに次ぐ規模であるが、あくまでも書類上の船籍であるため、ほとんどの船舶はアフリカ西海岸への航海を行わぬままその一生を終える。

## 交通

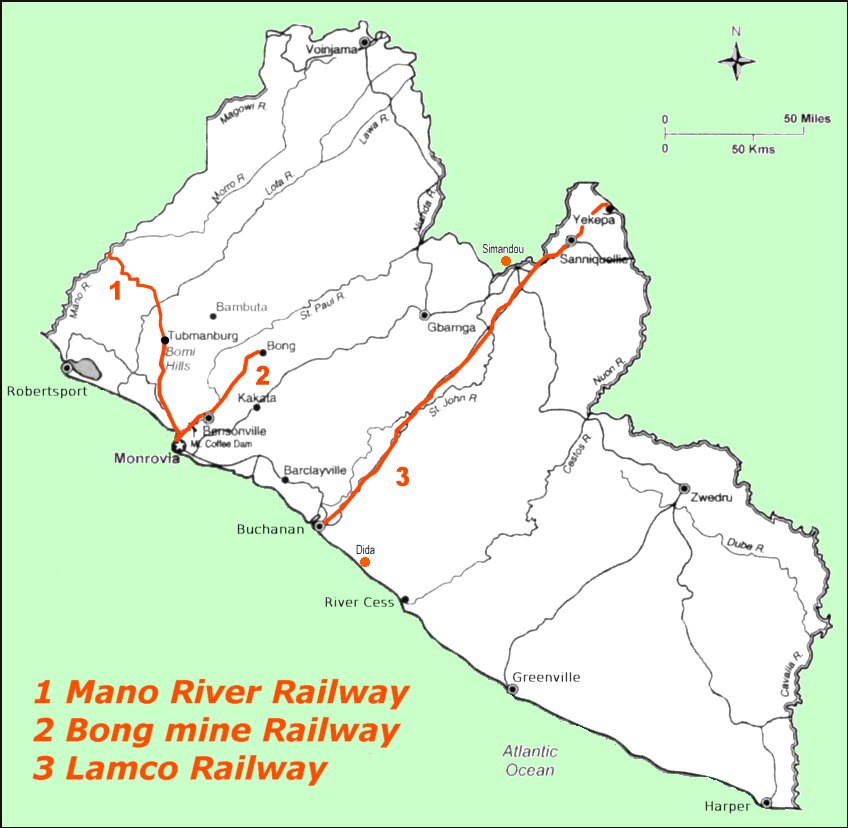
リベリアの鉄道

国内の道路のほとんどは舗装されていない。全長490kmの鉄道は鉄鉱石を輸送するために建設されており、ほかの利用は少ない。空港は首都モンロビアに第二次世界大戦中にアメリカ軍が建設した国際空港のモンロビア・ロバーツ国際空港がある。内戦以前には、使用可能な滑走路が国内に49ヵ所あった。国内線はモンロビア郊外のスプリングス・ペイン空港で運航されている。

## 国民

### 民族
住民はほとんどがアフリカ系の先住民であり、主な民族としてクペレ族、バッサ族、クル族、ゴラ族、ギオ族、マノ族（英語: Mano people）、クラン族、ヴァイ族、グレボ族、キッシ族、ロマ族、マンディゴ族など16の部族がいる。また、アメリコ・ライベリアンと呼ばれる、アメリカ合衆国の解放奴隷たちの子孫が2.5%、カリブ諸国からの移民の子孫も2.5%おり、非アフリカ系の住民ではレバノン人とシリア人や白人も少数だが存在するが、アフリカ系の黒人優位の観点から、これらの非アフリカ系の住民達には選挙権が認められていない。
長らくアメリコ・ライベリアンと先住民族との間で対立があったが、1980年クラン族のサミュエル・ドウがアメリコ・ライベリアンの政権を倒し政権を握った。それ以来、クラン族は敵対するギオ族とマノ族に復讐し、部族間の争いが絶えなかった。1989年以来の戦争ではクラン族のドウ政権を倒すためアメリコ・ライベリアンがクラン族と対立するギオ族とマノ族と手を組み、1990年にドウ政権を倒した。

### 言語
言語は英語が公用語である。その他に28に及ぶ各部族の言葉が使われている。ヴァイ族は固有のヴァイ文字を持っている。

### 婚姻
リベリアの民法では、一夫多妻制は違法であるが、慣習法では容認されており、リベリアの全結婚の3分の1は一夫多妻制によるものであると報告されている。

### 宗教
リベリアは公式にはキリスト教国家であるが、実際には、宗教は伝統的な宗教が40%、キリスト教が40%、イスラム教が20%となっている。キリスト教のほとんどは、アメリコ・ライベリアンらの奴隷時代の名残りでアメリカ南部の福音派系のプロテスタントが多く、中でもメソジスト派が最大である。他にもカトリックもある。アメリカからのキリスト教宣教師もリベリア各地で活動を行っている。しかし、内戦中には宣教活動が厳しくなっており、1990年にアメリカ人宣教師夫妻の射殺された死体が発見されるなど、犠牲者も出ている。先住民族の伝統的な宗教はアニミズム的な先祖崇拝の念が強く残る。イスラム教はマンディゴ人のイスラム商人により、多くの人達を改宗させて来た。イスラム教の布教活動は1956年以来、エジプトとパキスタンから来た伝道師により、活発に行われている。

### 教育

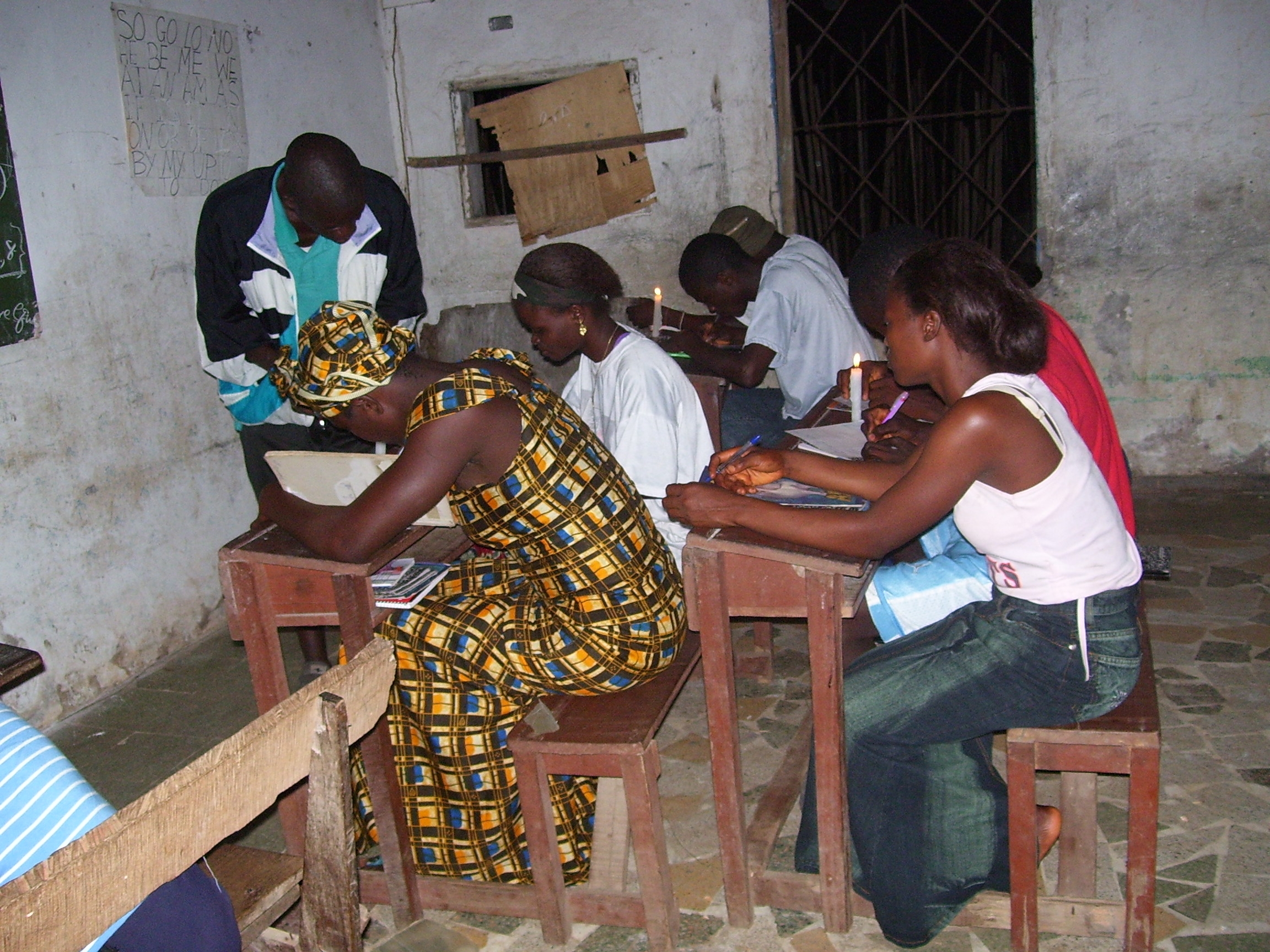
リベリアの学生

元々リベリアの教育はアメリカ合衆国の教育システムに基づいていたが、1989年以降の内戦により崩壊的打撃を受けてしまった。6歳から16歳までが義務教育である。リベリアでは就学率が低く（特に女子は男子よりも低い）、2003年の推計によれば、15歳以上の国民の識字率は57.5%（男性：73.3%、女性：41.6%）である。
主な高等教育機関としては1862年設立の国立リベリア大学、アメリカ聖公会機関のカッティントン大学、工科大学のウィリアム・V・S・タブマン大学の大学3校で何れもモンロビアにある。中にはアメリカの大学に行く者もいる。またリベリア政府は2001年にモンロビアでアメリカの通信教育機関アダム・スミス大学の認定を受けていると主張している。リベリア最大の中等教育機関として内陸のカカタに職業及び農業訓練学校のブッカー・T・ワシントン研究所（同名のアメリカの著名な黒人教育家の名から因んでいる）がある。この研究所はアメリカアラバマ州にあるタスキギー研究所始め、アメリカ植民地協会の宣教師、アメリカの慈善団体らグループの支援を受け、1929年に設立された。現在でもアメリカから派遣されて教育活動が行われている。

## 治安
2003年の内戦終結以来、治安は多少ながら落ち着きを取り戻しており、首都モンロビア市内においては、特段の戦闘行為は発生していない。しかし、人口過密や高い失業率などの要因により一般犯罪は多発の一途を辿っている。また、同都での抗議デモは、警察の管理下、平和的に行われるものが殆どであるが、しばしば無許可で抗議デモが行われる場合があり、逮捕者が出るケースも少なくない。
一方、日本人を含めた外国人が被害者となる国際詐欺事件（通称「419事件」）が増加している。419事件は、電子メールやFAXなどを利用してアフリカ諸国の政府高官や政府関係者の名を騙り、様々な儲け話を持ちかけ、連絡を取り合う内に「手数料」や「政府高官への賄賂」などの名目で「前渡し金」を騙し取ろうとする手口が特徴となっている。種類としては、マネーロンダリング型（資金洗浄型）、貿易取引型、入札型、遺産相続型、黒塗り紙幣洗浄型および金保管型などが確認されており、相手を信用させる為に見せ金を見せたり、弁護士と称する人物を紹介したりするなど、年々手口も巧妙化していて現在も解決の目途が立っていない。加えてこれらの被害は詐欺だけに止まらず、犯人グループによる拉致監禁や身代金要求といった凶悪犯罪にまで及ぶことがあり、関与しないように充分な注意が求められる。
2016年7月1日、国連リベリアミッション（UNMIL）から同国政府へ治安権限が移譲されたが、リベリア警察の治安維持能力には限界がある為、同国滞在中の際は引き続き厳重な注意が必要とされている。
国内において汚職が蔓延しており、今も根強い問題として対策が進められているが、解決には至っていない。

## 文化

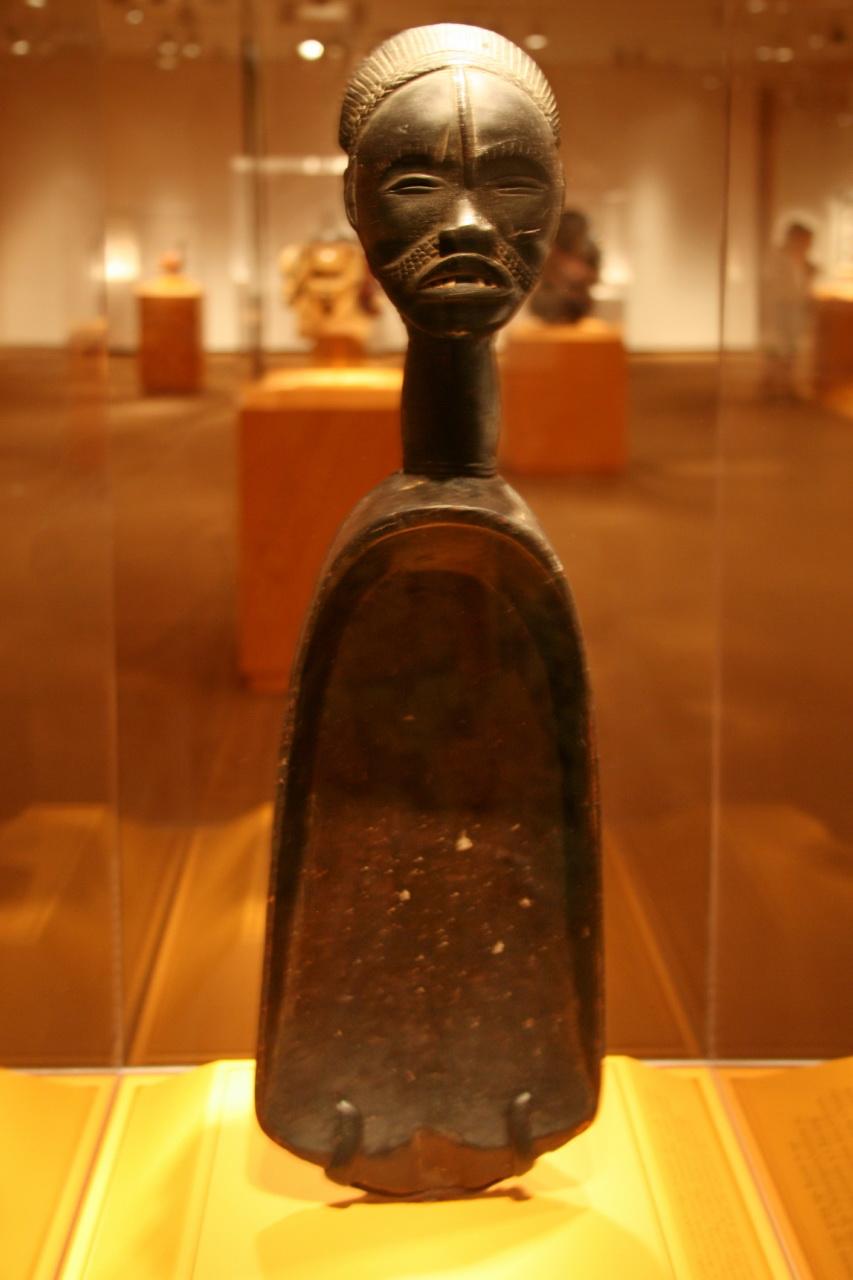
木製の巨大な杓
儀式用に作られており、独特な彫刻が施されている

モンロビアのアメリコ・ライベリアンはアメリカ合衆国の解放奴隷だったため、奴隷時代の名残りでアメリカ合衆国南部の深南部の文化を身に付けている。

### 食文化
リベリアの主食は米であるが、パン類も食されている。また、キャッサバやサツマイモなどの穀類や野菜類が消費されている。

### 文学
リベリアには19世紀まで書面による伝統文化が存在していなかったが、20世紀になってからは国内から多くの作家が何年にも亘って様々なジャンルの著作に貢献している。

### 世界遺産
現在、リベリアには世界遺産となるものが存在していない。

### 祝祭日
| 日付               | 日本語表記                                  | 現地語表記                | 備考 |
| ------------------ | ------------------------------------------- | ------------------------- | --- |
| 1月1日             | 元日                                        | New Year's Day            | |
| 1月7日             | パイオニア・デー                            | Pioneer's Day             | アメリカ植民協会の支援の元、アメリコ・ライベリアンが1820年にリベリアに初めて到着して開拓した記念日。アメリコ・ライベリアンとリベリア先住民との対立の歴史から議論の的ともなっている。 |
| 2月11日            | 軍隊記念日                                  | Armed Forces Day          | |
| 3月の第二水曜日    | デコレーション・デー （戦没将兵追悼記念日） | Decoration Day            | 1916年10月24日に適用されて以来、行われている先祖を尊重して先祖の墓を飾る記念日。 |
| 3月15日            | J・J・ロバーツ記念日                        | J.J. Robert's Anniversary | リベリア初代大統領の誕生記念日。 |
| 3月29日            | 聖金曜日                                    | Good Friday               | |
| 4月の第二金曜日    | 断食と祈りの日                              | Fast and Prayer Day       | |
| 5月14日            | 国民統一の日                                | National Unification Day  | |
| 7月26日            | 独立記念日                                  | Independence Day          | |
| 8月24日            | 旗の日                                      | Flag Day                  | 1847年の独立時に制定された時、リベリアの国旗のデザインが承認された時に、休日となった。                                                                                               |
| 11月の最初の木曜日 | 感謝祭                                      | Thanksgiving              | |
| 11月29日           | ウィリアム・タブマン記念日                  | William Tubman's Birthday | リベリア第19代大統領の誕生記念日 |
| 12月25日           | クリスマス                                  | Christmas                 | |

12月1日にはマチルダ・ニューポートの日（Matilda Newport Day）と言うアメリコ・ライベリアンの入植者への攻撃を追い払うのを助けた女性の国民的英雄を敬意を示した休日があったが、1980年にウィリアム・R・トルバート大統領の時に廃止された。
マンディゴ人などのイスラム教徒にはイスラム教の祝日がある。

### スポーツ
サッカー
リベリア国内でも他のアフリカ諸国同様に、サッカーが圧倒的に1番人気のスポーツとなっている。サッカーリベリア代表はFIFAワールドカップには未出場であるが、アフリカネイションズカップには2度出場している。国の英雄的な存在に「リベリアの怪人」の異名を持つジョージ・ウェアがおり、1995年にアフリカ人として初のバロンドールを受賞している。引退後は政治家へと転身し、2018年1月22日にリベリアの大統領に就任した。

## 著名な出身者
- ジョセフ・ジェンキンス・ロバーツ - 政治家、元リベリア大統領
- ジョージ・ウェア - 元サッカー選手、リベリア大統領
- マチルダ・ニューポート - 国民的英雄の女性
- ウィリアム・ジェボール - 元サッカー選手
- フランシス・ドー - 元サッカー選手